# Petroecuador
Petroecuador (nom complet en espagnol : Empresa Estatal Petróleos del Ecuador), créée en 1989, est la compagnie pétrolière nationale d'Équateur.

## Histoire
Petroecuador est créée le 26 septembre 1989 pour prendre la suite de la CEPE (Corporación Estatal Petrolera Ecuatoriana) créée en 1972.
En 2012, les activités d'exploration, de production et de gaz naturel de Petroecuador sont fusionnées au sein de Petroamazonas, l'autre entreprise publique pétrolière du pays.
En 2017, Petroecuador renégocie ses contrats d'export avec la Chine qui engagent le pays à livrer la moitié du pétrole produit à la Chine jusqu'en 2024.
Le 16 avril 2020, Petroecuador suspend ses exportations de pétrole pour cas de force majeure, l'entreprise engageant d'importants travaux de rénovation de l'oléoduc Shushufindi-Quito à la suite des incidents provoqués par la disparition de la cascade de San Rafael.

## Activités

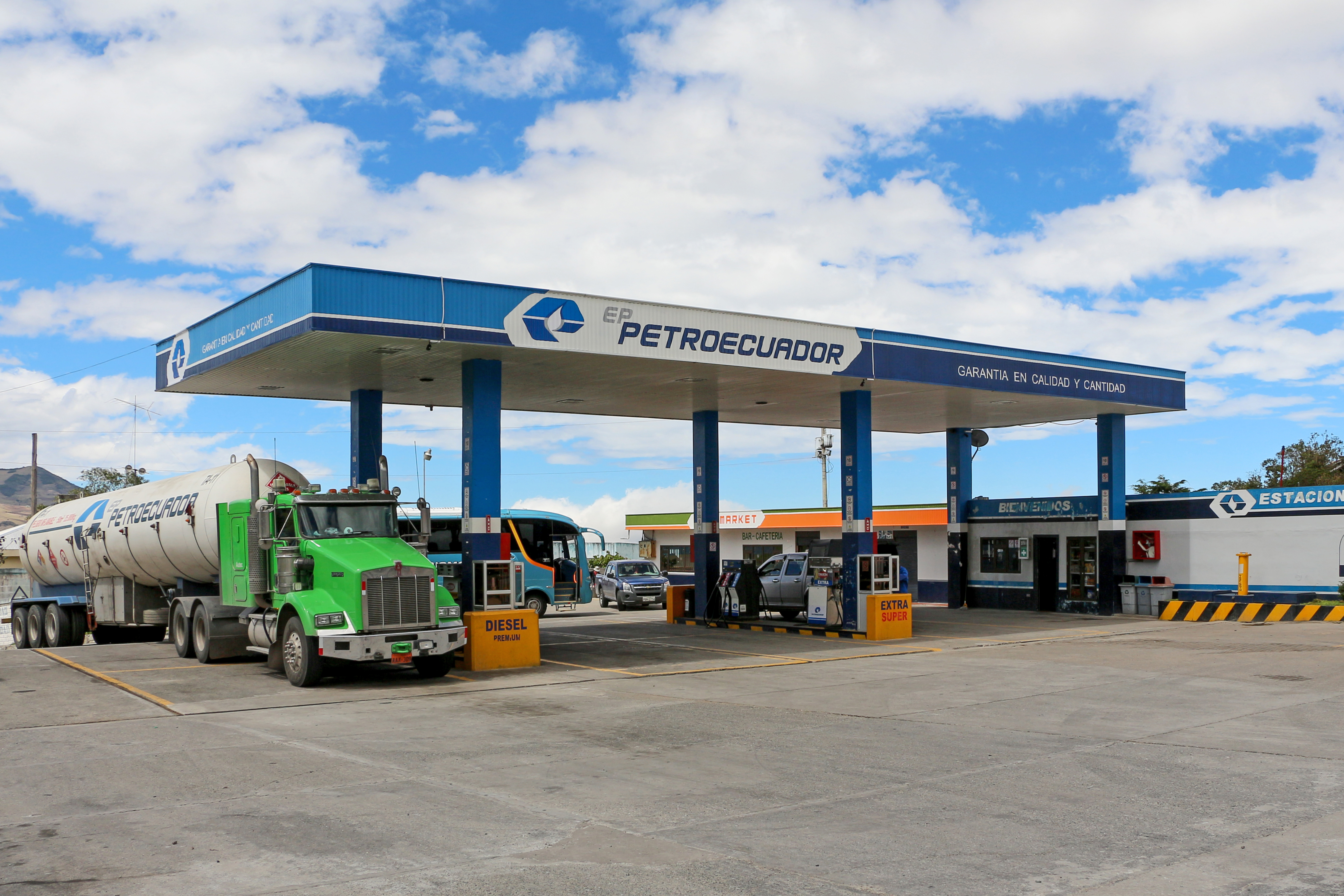
Station service Petroecuador sur la route panaméricaine.

L'entreprise est constituée de trois divisions principales :
- Petroproducción : exploration et de l'extraction du pétrole et du gaz naturel.
- Petroindustrial : opérations de raffinage.
- Petrocomercial : transport et la commercialisation des produits raffinés pour le marché intérieur équatorien.

Petroecuador est aussi l'exploitant du réseau trans-équatorien d'oléoducs Sistema de Oleoducto Transecuatoriano (ou SOTE), construit en 1972.
Petroecuador possède 3 raffineries en Équateur : Esmeraldas, La Libertad, et Shushufindi.

## Incidents
Le 26 février 1998, un important incendie touche la ville portuaire d'Esmeraldas à la suite de l'explosion d'un oléoduc de la Petroecuador.
Le  7 avril 2020, en pleine pandémie de Coronavirus, au nord de l’Équateur, dans les provinces amazoniennes d’Orellana et de Sucumbios, à la frontière avec le Pérou, la rupture de plusieurs oléoducs de l’oléoduc Shushufindi-Quito et du réseau transéquatorien (SOTE, géré par Oleoductos de Crudos Pesados Ecuador S.A. (OCP Ecuador S.A.), desservant les exploitations et raffineries de Petroecuador et qui peut transporter jusqu’à 360 000 barils de brut par jour) provoque une terrible marée noire.
Le pétrole brut se déverse dans le fleuve Coca, un affluent de l’Amazone et dans la forêt amazonienne. Environ 120.000 indigènes sont alors obligés de s’approvisionner dans les villages et villes les plus proches, en rompant leur obligation de confinement. Bien que Petroecuador ait entrepris des réparations, les indigènes de l’Amazonie équatorienne entament le 30 avril suivant une action en protection demandant des mesures de précaution de la part du gouvernement équatorien.

## Controverses
Petroecuador est l'objet de controverse sur l'impact environnemental et sociaux et culturels des opérations d'exploration et d'exploitation conduites depuis les années 1960 sur les populations amazoniennes indigènes Huaorani et Cofán localisées dans la région de l'Oriente, ainsi que sur les écosystèmes du Parc national Yasuni.
En septembre 2018, un conseiller financier basé à Miami en Floride plaide coupable d'avoir blanchi au moins un million de dollars pour le compte de représentants de Petroecuador. Il s'agit de la quatrième personne dans une série d'inculpations pour blanchiment d'argent contre les représentants de Petroecuador.